# Ceratina cypriaca
Ceratina cypriaca är en biart som beskrevs av Mavromoustakis 1949. Den ingår i släktet märgbin och familjen långtungebin. Inga underarter finns listade i Catalogue of Life. Ceratina cypriaca är endemisk för Cypern, den finns alltså bara där.
Arten är dåligt studerad, men det antas att den finns över hela ön, upp till en höjd av nästan 1 500 m. Den flyger till kransblommiga växter som salvior och kransborrar. Aktivitetsperioderna är sommar för honorna och vår till tidig sommar för hanarna. Inte heller larvutvecklingen är känd, men det antas att den likt andra, närstående arter sker i märgen på torra växter från hallonsläktet.
På grund av den bristfälliga informationen kan IUCN inte ge mycket information om artens status, utan har klassificerat den under kunskapsbrist. Det antas emellertid att samma motsättning som föreligger för andra nära släktingar även gäller denna art: Dels drar den nytta av mänskliga aktiviteter som traditionellt jordbruk och vägbyggnad, eftersom de gynnar spridningen av näringsväxter och hallonsläktet, dess troliga bovärd; dels kan liknande aktiviteter, som modernt, högintensivt jordbruk och vägunderhåll som påverkar vägrenarna där många av artens värdväxter finns, hota dess överlevnad.